# Hikaru Nakamura (mangaka)
Hikaru Nakamura (中村 光, Nakamura Hikaru) (Shizuoka, 21 april 1984) is een Japans mangaka. Ze is vooral bekend voor de titels Saint Young Men en Arakawa Under the Bridge. In 2009 won Nakamura de Tezuka Osamu Cultuurprijs voor Saint Young Men. In datzelfde jaar werd het werk genomineerd voor "Beste strip" op het Internationaal stripfestival van Angoulême. Het verhaal is een komedie en volgt het dagelijkse leven van Jezus en Boeddha tijdens hun vakantie in hedendaags Tokio.
Een artikel uit het Nikkei Entertainment magazine uit augustus 2011 plaatste Nakamura op de negende plaats in diens top 50 bestverkopende mangatekenaars in 2010 met reeds 5,54 miljoen verkochte volumes.

## Oeuvre
- Arakawa Under the Bridge (荒川アンダー ザ ブリッジ, Arakawa Andā za Burijji) (2004—2015 Square Enix)[4]
- Saint Young Men (聖☆おにいさん, Seinto Onīsan) (2007— Kodansha)[5]

- Bibliothèque nationale de France: cb16515155t (data)
- Gemeinsame Normdatei: 1089700660
- International Standard Name Identifier: 0000 0001 2063 1246
- Library of Congress Control Number: no2016096109
- Bibliotheek van het Japanse parlement: 00905810
- Nationale Bibliotheek van Israël: 987007330409205171
- Système universitaire de documentation: 156569086
- Virtual International Authority File: 171622840
- WorldCat: E39PBJtRJHg9Hf3bxyQFqr6HYP